# Minnesota Muskies

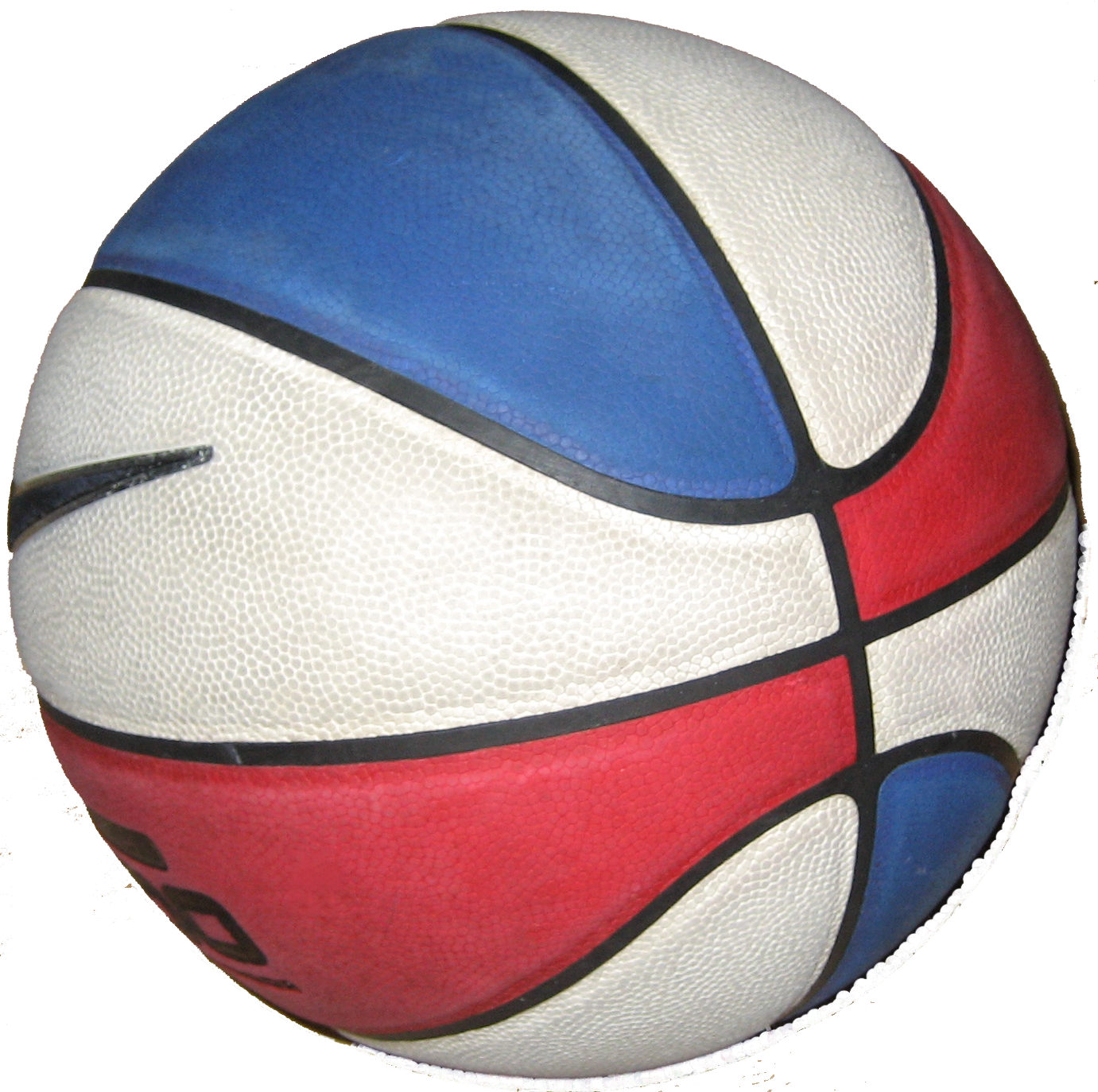
Una pelota de baloncesto de colores sin fondo.

Minnesota Muskies fue un equipo miembro de la ahora difunta ABA, nacido en la liga de creación el 2 de febrero de 1967. L.P. Shields y Fred Jefferson la crearon con un coste de 30,000$. Jugaron una temporada en Minnesota y más tarde se desplazarían para pasar a ser The Floridians.
Los Muskies vestirían de azul y oro; y jugarían en el Metropolitan Sports Center.
La ABA primero si tuo sus oficina en Minneapolis, Minnesota. El futuro de los Muskies parecía prometedor, compartiendo la misma ciudad que la liga. Los Muskies comenzaron con una plantilla sólida. En su primera elección ficharían a Mel Daniels, que sería uno de los jugadores más célebres de la ABA. Daniels también había sido seleccionado por los Cincinnati Royals de la NBA en primera ronda, pero él decidió ir a la naciente liga. Daniels, Donnie Freeman y Les Hunter representarían a los Muskies en el primer All Star Game de la ABA. La plantilla de los Muskies además incluía a  Brian Kirchberg, Ron Perry, y Luke Witkowski. El entrenador sería Jim Pollard, compañero de George Mikan comisionado de la ABA por los Minneapolis Lakers de la NBA.
Al comienzo de la liga en la primera temporada los Muskies y los Indiana Pacers lucharon por la primera plaza en la División Este. Sin embargo serían los Pittsburgh Pipers los que conseguirían el título de la División Este, los Muskies acabaron cuatro partidos por debajo en segundo lugar, con un balance de 50 victorias y 28 derrotas. Los Muskies promediaron 2.473 fanes por partido en casa, pero esta cifra pudo ser alterada ya que los Muskies sólo contaban con 100 aficionados abonados.
En 1968 los Muskies empataron la serie con los Kentucky Colonels y consiguieron ganar el decisivo y quinto partido 114-108 en casa. Los Muskies entonces se enfrentarían con los Pipers en las finales de la División Este, donde ganarían por 4-1. Finalmente también conseguirían en título de liga.
A pesar de su éxito en la pista, los Muskies eran una auténtica ruina. Perdieron 400.000$ en su primera temporada, además de la baja asistencia a los partidos comentada anteriormente. La dirección de los Muskies decidió jugar nueve de sus partidos de casa en otras localizaciones en Minnesota y los Muskies firmaron un contrato televisivo que les era favorable. Finalmente los Muskies decidirían más tarde trasladar la franquicia a Miami, Florida para la temporada 1968-1969 de la ABA. Antes de que comenzase esta temporada, el equipo hizo el que ha sido considerado por muchos el peor traspaso de la historia de la ABA: vendieron a Mel Daniels, el Rookie del año, a los Indiana Pacers por dinero para pagar las deudas contraídas en Minnesota. El 24 de mayo de 1968 los Muskies se trasladarían a Miami y continuarían jugando como los The Floridians hasta la temporada 1971-1972 de la ABA.
Minnesota se quedaría sin equipo, hasta que los campeones Pittsburgh Pipers se trasladasen a Minneapolis como los Minnesota Pipers para la temporada 1968-1969 de la ABA.